# Карраско (аэропорт)
Международный аэропорт Карра́ско (ИАТА: MVD, ИКАО: SUMU) (исп. Aeropuerto Internacional de Carrasco Gral. Cesáreo L. Berisso) — самый крупный аэропорт Уругвая, находящийся в пяти километрах от столицы государства — города Монтевидео, в городе Пасо-Карраско. Расположен в департаменте Канелонес. Обслуживает как национальные, так и международные рейсы.

## История
Аэропорт был открыт в 1947 году.
Назван в честь Чезарео Леонардо Бериссо, пионера уругвайской авиации. В состав аэропорта входит база уругвайских ВВС. До 2012 года был хабом для флагманской авиакомпании Уругвая PLUNA
3 февраля 2007 года началось строительство нового современного терминала, расположенного параллельно ВПП 06/24. Новый терминал, спроектированный ещё в 2003 году уругвайским архитектором Рафаэлем Виньоли, способен обрабатывать 3 миллиона пассажиров в год, включает в себя большую парковку, рассчитанную на более чем 1200 автомобилей. В этом новом здании терминала есть четыре причальных трапа для самолётов, отдельные этажи для прилетов и вылетов и большая смотровая площадка на верхнем этаже. Терминал имеет запас для расширения для двух дополнительных самолетов и увеличения максимальной пропускной способности до 6 миллионов пассажиров в год, прежде чем здание будет нуждаться в фактическом расширении. Новый терминал был открыт 5 октября 2009 года, но на полную мощность он заработал лишь к 29 декабря. Затраты на постройку нового терминала составили 165 миллионов долларов. Общая площадь постройки составила 45 тысяч квадратных метров.
Одновременно с ним был сдан и новый грузовой терминал, постройка которого обошлась в 15 миллионов долларов.

## Транспорт
Аэропорт расположен в 19 километрах от центра города Монтевидео. Аэропорт соединён с национальным шоссе №101 и обслуживается общественным транспортом, представленным автобусами (линии С1, C3, C5, DM1, 701,704, 705, 724, 710, 711) и частными службами такси, которые связывают аэропорт со столицей Монтевидео и близлежащим курортным городком Пунта-дель-Эсте. Время в пути до Монтевидео на машине составляет в среднем 30-45 минут, а на автобусе — 1 час 15 минут. Стоимость поездки зависит от пункта назначения и оформляется в аэропорту, или бронируется онлайн.

## Статистика
| Трафик          | 2008      | 2007      | 2006      | 2005      | 2004    | 2003    | 2002    | 2001    |
| --------------- | --------- | --------- | --------- | --------- | ------- | ------- | ------- | ------- |
| Пассажиры       | 1 236 415 | 1 168 199 | 1 102 299 | 1 061 337 | 996 106 | 834 515 | 835 203 | 948 745 |
| Груз (в тоннах) | 24 700    | 24 633    | 24 712    | 26 149    | 25 445  | 23 097  | 20 237  | 25 929  |